# Sundowithius sumatranus
Sundowithius sumatranus är en spindeldjursart som först beskrevs av Tord Tamerlan Teodor Thorell 1889.  Sundowithius sumatranus ingår i släktet Sundowithius och familjen blindklokrypare. Inga underarter finns listade i Catalogue of Life.